# Schenkenzell
Schenkenzell é um município da Alemanha, no distrito de Rottweil, na região administrativa de Freiburg , estado de Baden-Württemberg.